# Крымская шемая
Шемая крымская (лат. Alburnus mentoides) — лучепёрая рыба из семейства карповых.

## Описание
Длина тела до 13 см, масса до 100 г. Продолжительность жизни около 5-6 лет. Тело невысокое, удлиненное, сжатое с боков. Рот срезанный косо, нижняя челюсть выступает несколько вперед. Чешуя сидит плотно. У основания брюшных плавников вблизи анального отверстия имеется не покрытый чешуей киль. Спина темно-серая или буроватая с зеленоватым или синеватым оттенком, бока серовато-серебристые с зеленоватым отливом. Брюхо серебристо-белое, по бокам тела иногда невнятная темная полоса. Все плавники серого цвета. Спинной и хвостовой бывают с темной каймой. У самцов во время нереста на голове и частично на теле появляются немногочисленные крупные роговые бугорки.

## Ареал
Эндемик Крыма. Вид распространен в реках Крыма (Чёрной, Каче, Бельбеке, Альме, вероятно исчезла в Салгире и Биюк-Карасу).

## Биология
Пресноводная пелагическая стайная рыба. На нерест мигрирует против течения, достигая притоков предгорной и горной зоны. Рыбы предпочитают речные участки с умеренной или быстрым течением и обязательно чистой водой. В реках рыбы часто держатся в приповерхностных слоях воды. Половой зрелости достигает на 2-3 году жизни при длине тела около 8 см. Размножение происходит в мае-июне, иногда и в июле. Плодовитость до 5 тысяч икринок. Нерест порционный. Обычно происходит на мелководьях с чистой водой, быстрым течением и плотным песчаным, песчано-галечным или мелким каменистым грунтом. Питаются планктоном, икрой рыб, личинкам и взрослыми насекомыми, мелкими ракообразными.

## Охрана
Вид занесён в Красную книгу Украины (2009).